# PicPick
PicPick — бесплатный (для некоммерческого использования) графический редактор для Microsoft Windows, разработанный для создания изображений, захвата и обработки снимков экрана, как для разработчиков программного обеспечения или графических дизайнеров, так и домашних пользователей.

## Описание
PicPick объединяет в себе возможности простого графического редактора и утилиты для захвата изображений с экрана компьютера.
Графический редактор выполнен в стиле Ribbon, который включает в себя обширный набор инструментов, в числе которых многофункциональная утилита для захвата экрана с поддержкой многомониторных систем.
PicPick поддерживает Unicode и автоматическую отправку данных в Twitter, Facebook, FTP-сервер, или по электронной почте. Позволяет обрабатывать сразу группу файлов, благодаря удобной системе вкладок для работы с несколькими документами в одном окне.
С открытым изображением можно производить различные файловые операции, к примеру, изменять размер, производить заливку, рисовать и добавлять надписи. В дополнительный функциональный набор редактор включает PicPick Tools — это целый ряд различных специальных эффектов. Все изображения можно сохранить в JPG, ICO, PNG, GIF, EMF, WMF или BMP формате. Всеми основными операциями можно управлять из области уведомлений с помощью контекстного меню.
Программа не трогает системный реестр и системные папки, поэтому может быть свободно скопирована на USB-носитель и работать из него.

## Встроенные инструменты
- Захват: весь экран, активное окно, элемент окна, окно с прокруткой, выделенная область, фиксированная область, произвольная область
- Выбор цвета под курсором
- Цветовая палитра с поддержкой вывода кода HTML, RGB, C++, Delphi
- Встроенная лупа с десятикратным увеличением экрана
- Линейка измеряющая в пикселях, сантиметрах и дюймах
- Угломер
- Перекрестие (одновременно измеряет длину в пикселях по вертикальной и горизонтальной оси)
- Грифельная доска